# Veil
Veil — ограниченная серия комиксов в жанре ужасов, состоящая из 5 выпусков, которую в 2014 году издавала компания Dark Horse Comics.

## Синопсис
Главная героиня приходит в себя на заброшенной станции метро и не понимает, как она там оказалась. Если мужчины пытаются причинить ей зло, то они погибают.

### Выпуски
| № | Дата выхода     | Оценка на Comic Book Roundup    |
| - | --------------- | ------------------------------- |
| 1 | 5 марта 2014    | 8,6 из 10 на основе 32 рецензий |
| 2 | 2 апреля 2014   | 7,8 из 10 на основе 20 рецензий |
| 3 | 7 мая 2014      | 8,4 из 10 на основе 13 рецензий |
| 4 | 30 июля 2014    | 7,9 из 10 на основе 8 рецензий  |
| 5 | 15 октября 2014 | 7,9 из 10 на основе 9 рецензий  |

### Сборники
| Название | Тип              | Дата выхода    | Собранный материал | Кол-во страниц | ISBN                             |
| -------- | ---------------- | -------------- | ------------------ | -------------- | -------------------------------- |
| Veil     | Твёрдый переплёт | 14 января 2015 | Veil #1-5          | 136            | 978-1-61655-492-7, 1-61655-492-4 |

## Реакция

### Отзывы критиков
На сайте Comic Book Roundup серия имеет оценку 8,1 из 10 на основе 82 рецензий. Мелисса Грей из IGN дала первому выпуску 9,8 балла из 10 и посчитала, что «гениальность Veil заключается в её лингвистической конструкции». Меган Дамор из Comic Book Resources назвала дебют «абсолютно захватывающим». Скотт Седерланд из Newsarama поставил первому выпуску оценку 8 из 10 и похвалил художника. Пирс Лидон с того же портала дал ему столько же баллов и отметил, что «Грег Рака многое умалчивает в дебютном выпуске Veil, но это только добавляет загадочности главному герою». Джен Апрахамян из Comic Vine вручила первому выпуску 5 звёзд из 5 и в завершении рецензии написала, что он может быть «хорошим выбором для широкого круга читателей».

### Продажи
Ниже представлен график продаж комикса за первый месяц выпуска на территории Северной Америки.